# 宇津徹男
宇津 徹男（うづ てつお、1943年（昭和18年）8月1日 - 2018年（平成30年）12月13日）は、日本の政治家。島根県浜田市長（新制）（2期）。浜田市長（旧制）（3期）。島根県議会議員（7期）。旭日中綬章受章。位階は従四位。

## 来歴
島根県浜田市出身。慶應義塾大学法学部卒業。1968年（昭和43年）2月、竹下登衆議院議員の秘書になる。
1971年（昭和46年）4月、島根県議会議員選挙に出馬し、初当選。以後7期連続当選。その間、1991年（平成3年）5月から1993年（平成5年）6月まで県議会の議長をつとめる。
1996年（平成8年）4月、浜田市長選挙に出馬し、初当選。以後3期連続当選。
2005年（平成17年）10月1日、浜田市が那賀郡三隅町・旭町・金城町・弥栄村の3町1村と合併し、新制の浜田市が誕生する。それに伴って実施された浜田市長選挙（同年10月16日公示、10月23日投開票）に無所属で出馬し、無投票で当選。
2009年（平成21年）10月18日執行の市長選挙に出馬し、2期目の当選を果たす。
2013年（平成25年）6月11日、任期満了に伴う市長選に立候補しない意向を表明した。 
2014年（平成26年）11月、秋の叙勲で旭日中綬章を受章した。
2018年12月13日午後9時24分、心不全のため浜田市内の病院で死去。叙従四位。75歳没。